# Maquereau commun
Pour les articles homonymes, voir Maquereau.
 (avril 2016).
Si vous disposez d'ouvrages ou d'articles de référence ou si vous connaissez des sites web de qualité traitant du thème abordé ici, merci de compléter l'article en donnant les références utiles à sa vérifiabilité et en les liant à la section « Notes et références ».
Espèce
Statut de conservation UICN

 LC  : Préoccupation mineure
Le Maquereau (Scomber scombrus), maquereau bleu ou maquereau commun est une espèce de poissons téléostéens de haute mer, apprécié pour sa chair et faisant l'objet d'une pêche industrielle.

## Apparence

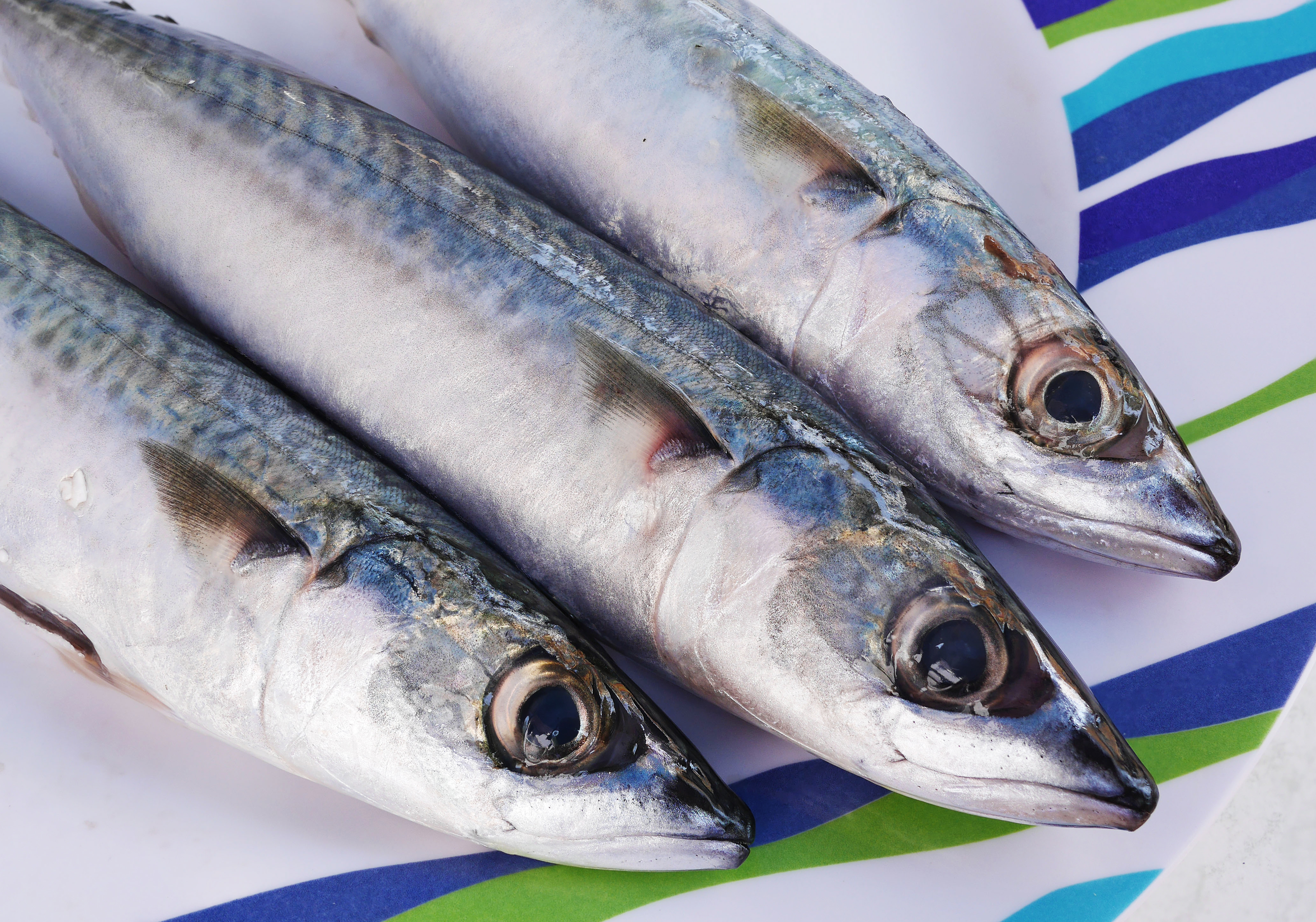
Maquereaux communs.

C'est un poisson au corps fuselé. Son dos est bleu-vert, zébré de raies noires, tandis que le ventre est d'un blanc argenté. Ses deux nageoires dorsales sont relativement espacées, il possède aussi des 5 ou 6 petites nageoires, appelées pinnules devant sa nageoire caudale. Sa queue est très échancrée. Ses écailles sont enfoncées dans le derme ce qui assure à ce bon nageur un excellent hydrodynamisme. Les sujets adultes dépassent rarement les 50 cm, leur taille moyenne va de 30 à 40 cm pour un poids de 500 g à 1 kg.

## Mœurs
Le maquereau peuple la plupart des mers, dont l'océan Pacifique, l'Atlantique et la mer Méditerranée. C'est un poisson migrateur qui vit l'été dans des eaux froides avant de repartir vers des eaux plus chaudes en automne. Le réchauffement climatique a entraîné un déplacement de l'aire de répartition de cette espèce, qui se trouve désormais dans les eaux bordant le Groenland.
Il vit en bancs et se nourrit essentiellement de zooplancton. Cependant, pendant sa période de reproduction, de mars à juillet, il devient prédateur et chasse les poissons de petite taille comme les sardines ou les anchois, ainsi que de mollusques et petits crustacés. Ses principaux prédateurs sont les dauphins, les thons, et bien sûr les hommes, qui en pratiquent une pêche industrielle.

## Pêche

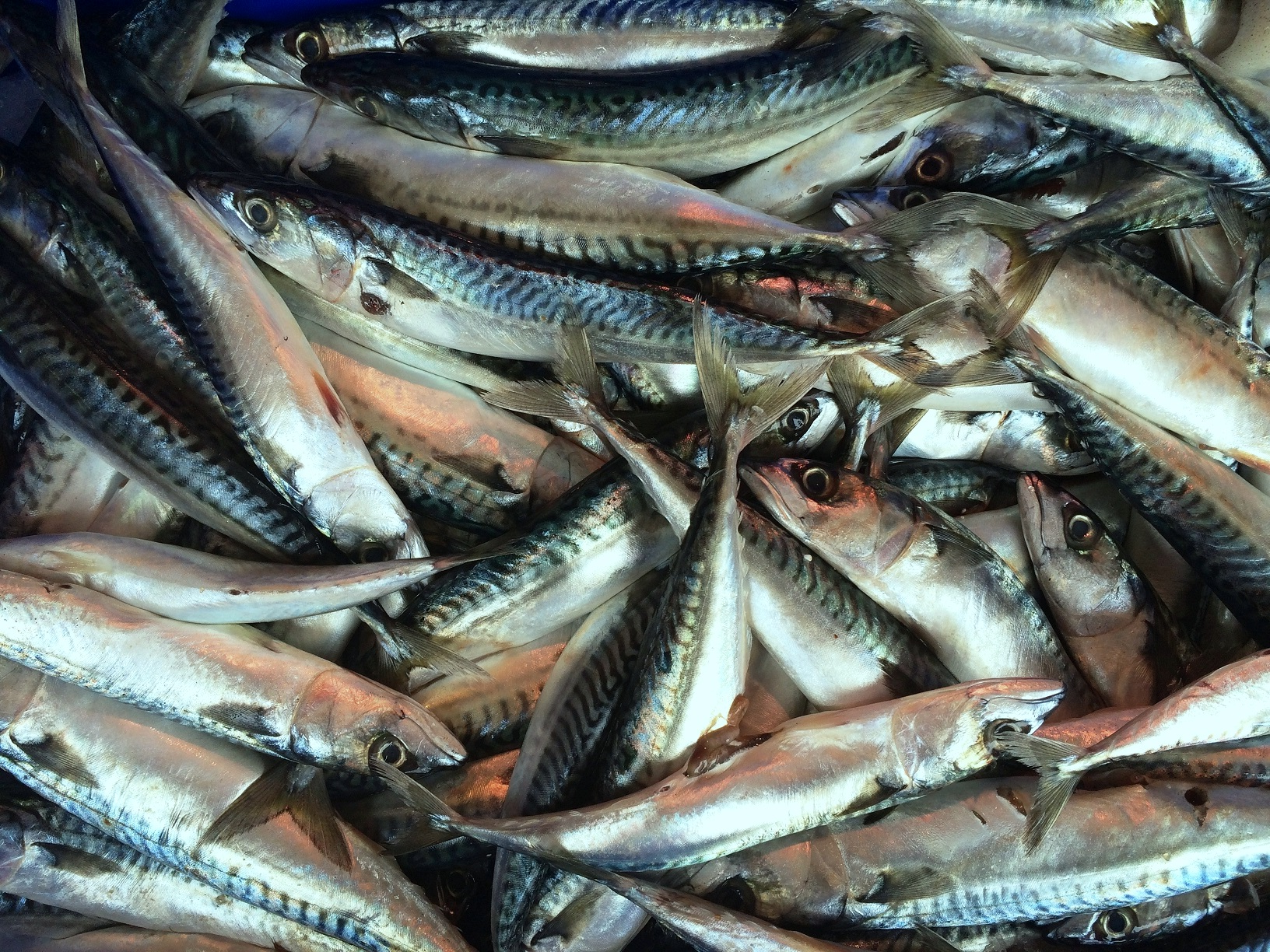
Maquereaux au marché.

Le maquereau est un excellent poisson pour apprendre à pêcher. En effet en certaines circonstances les bancs de maquereaux se jettent littéralement sur les cannes à pêche équipés de « mitraillettes » (longue série d’hameçons). On pouvait observer cette pêche soudaine et miraculeuse sur la jetée de Dunkerque[réf. nécessaire]. 
On le capture principalement à la dandine, car si un banc est juste sous le bateau, les prises peuvent sortir 5 par 5[réf. nécessaire]. Le maquereau donne toute sa puissance lorsqu'il est piqué sur des petits leurres[réf. nécessaire].
Il possède une défense assez médiocre[réf. nécessaire].

## En cuisine

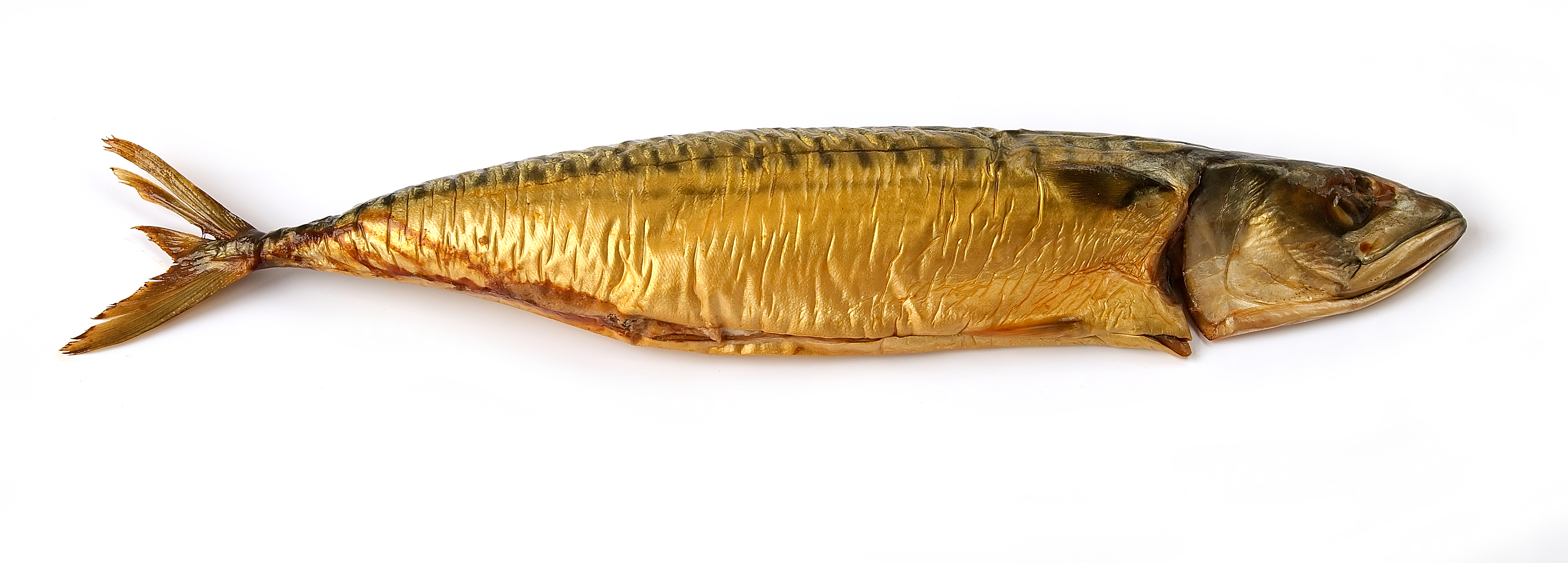
Maquereau fumé.

Le maquereau est un poisson disponible presque toute l'année, abondant et bon marché. Sa chair est fragile, il faut le consommer rapidement après l'achat. Il fait partie des poissons gras, comme le thon, la sardine, le hareng ou le saumon. Sa teneur en graisses varie toutefois de manière importante suivant la période de l'année. Sa teneur calorique va de 190 à 262 kcal pour 100 g.
Il est cuisiné principalement grillé, par exemple en barbecue, souvent accompagné de moutarde. Les Japonais consomment aussi sa chair, en sushis au vinaigre par exemple ; en effet, les Japonais ne mangent pas le maquereau cru par précaution sanitaire, à l'inverse de nombreux autres poissons.
En conserve, il est souvent apprêté au vin blanc, ou à la manière des sardines (à l'huile, à la tomate, etc.).

### Autres noms vernaculaires
- Lisette[2] : de Calais à la Vendée, petit maquereau
- Launets à Granville
- Cavaille à Auray
- Berdaou en Arcachon
- Verat dans le Roussillon
- Aurion à Nice
- Tumbulottu en Corse

## Pour la santé
La chair du maquereau contient 12 % de corps gras. La graisse du maquereau présente la particularité d'avoir une forte teneur en acides gras essentiels, en vitamine A (antioxydant) et en vitamine B (B2, B3, B5, B6, B12) (neuro-protectrices). 

D'autre part, le maquereau est une excellente source de phosphatidylsérine dont il contient approximativement 480 mg / 100 grammes de poids.